# Порций Лицин
По́рций Лици́н (лат. Porcius Licinus; II—I века до н. э.) — римский поэт, которого некоторые историки причисляют к «кружку Лутация Катула».
Порций Лицин работал, по-видимому, в разных жанрах. Всё, что сохранилось из его творческого наследия — одна эпиграмма и ещё несколько фрагментов, которые Авл Геллий включил в состав своих «Аттических ночей». При этом сам Геллий пишет, что наряду со стихами Квинта Лутация Катула и Валерия Эдитуя «изящнее, утончённее, элегантнее и прелестнее… не найти ничего ни по-гречески, ни по латыни».